# Skhug

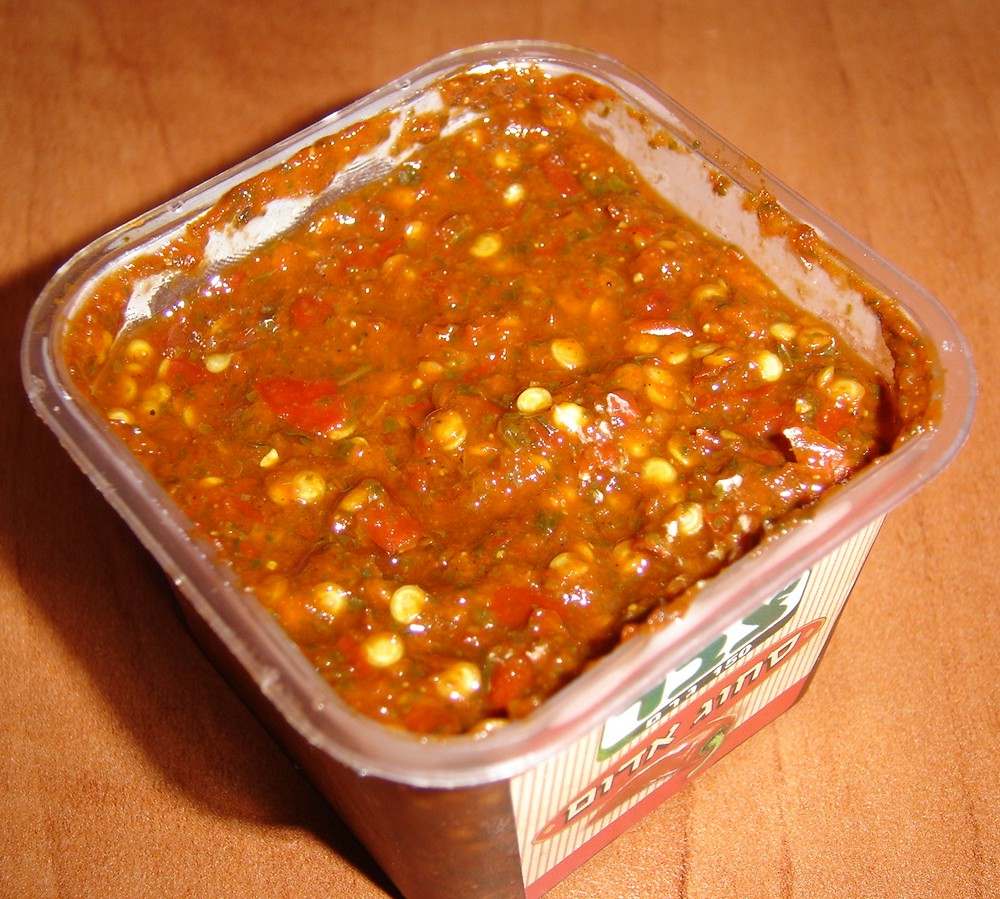
Sahawiq

Sahawiq (em árabe: سحاوق), s'khug, schug ou zhug ou saḥawaq, ou ainda “sahawiq”, (em árabe do Iémen: سحوق), que foi onde aparentemente este molho nasceu, é um molho picante e bastante condimentado, baseado em coentro fresco e malagueta verde, que foi introduzido em Israel pelos judeus iemenitas,  quando este estado foi fundado em 1948. .